# Nami Nandi Adigal
Nami Nandi Adigal, también escrito como Naminandi adigal, Naminandi adikal y Naminanti Atikal, y también conocido como Naminandi y Naminandhi, es un santo Nayanar, venerado en la secta hindú del Shaivismo. Generalmente se le cuenta como el 27º en la lista de 63 Nayanars.

## Vida
La vida de Nami Nandi Adigal se describe en el Periya Puranam tamil de Sekkizhar del siglo XII, que es una hagiografía de los 63 nayanars.
Nami Nandi Adigal nació en la ciudad de Emapperur, cerca de Thiruvarur, que entonces formaba parte del  reino de Chola. Emapperur se encuentra ahora en el estado indio de Tamil Nadu. Era un devoto del dios Shiva, el dios patrón del Shaivismo. Era un brahmán, miembro de la casta sacerdotal. Diariamente solía viajar al santuario de Araneri, dedicado a Shiva, en Thiruvarur. Este templo se identifica como el templo de Sri Achaleswarar (Vandarkuzhali), que se encuentra en el complejo del «Templo Thyagaraja».
Una vez, cuando Nami Nandi Adigal llegó al santuario de Araneri, era casi de noche. Deseaba encender lámparas en el templo de Shiva. Fue a la casa cercana y pidió ghee para las lámparas. Esta casa era de un Jain. Los residentes se burlaron de Nami Nandi Adigal diciendo que por qué quería encender lámparas para Shiva, que lleva fuego en la mano. Le informaron que no tenían ghee y se burlaron de él diciendo que si estaba desesperado, había suficiente agua en los estanques del templo para encender todas las lámparas. Afligido, Nami Nandi Adigal regresó al templo e imploró a Dios que le ayudara. Una voz celestial le instruyó que trajera agua del tanque del templo y la vertiera en las lámparas. Encendió las lámparas, que ardieron hasta el amanecer. Regresó a casa por la noche para adorar a Shiva en su santuario hogareño. El santo viajaba de Emapperur al santuario de Araneri todos los días, adoraba en el templo y regresaba a su ciudad natal después de encender las lámparas con agua por la noche. Los Jainistas vieron el milagro en la incredulidad. Mientras algunos abandonaron Thiruvarur, otros abrazaron el Shaivismo. El rey de Chola se enteró de la devoción de Nami Nandi Adigal y lo nombró sacerdote principal del templo. La historia del milagro de la lámpara también se recuerda en el Telugu Basava Purana de Palkuriki Somanatha del siglo XIII con alguna variación.
Otro incidente en la vida de Nami Nandi Adigal está registrado en el Periya Puranam. En celebración de la fiesta de Panguni Uttaram, una efigie de Shiva fue llevada en procesión a la aldea vecina de Tirumanali. En la procesión participaron personas de todas las castas. Nami Nandi Adigal regresó a su casa y no adoró en su hogar-santuario porque se había vuelto ritualmente impuro al mezclarse con la gente de otras castas. Le ordenó a su esposa que le trajera un poco de agua para un baño ritual y esperó fuera de la casa. El fatigado sacerdote sucumbió al sueño. Shiva apareció en su sueño y castigó a su beahviour. Le recordó a Nami Nandi Adigal que todos los nacidos en Thiruvarur eran Shiva-ganas o asistentes de Shiva y que su contacto no podía haber contaminado su pureza ritual. Nami Nandi Adigal se despertó del sueño. Se arrepintió de sus acciones y realizó los ritos domésticos, después de informar a su esposa de la visión de Shiva. Fue a Thiruvarur al día siguiente según su agenda diaria. Cuando entró en Thiruvarur, vio a toda la gente bajo la apariencia de Shiva. Petrificado por la vista, se postró ante ellos. Cuando se puso de pie, la gente se le apareció en sus formas normales. Nami Nandi Adigal vivió su vida sirviendo a Shiva y a sus devotos. Alcanzó Kailash, la morada de Shiva, después de la muerte.

## Recuerdo

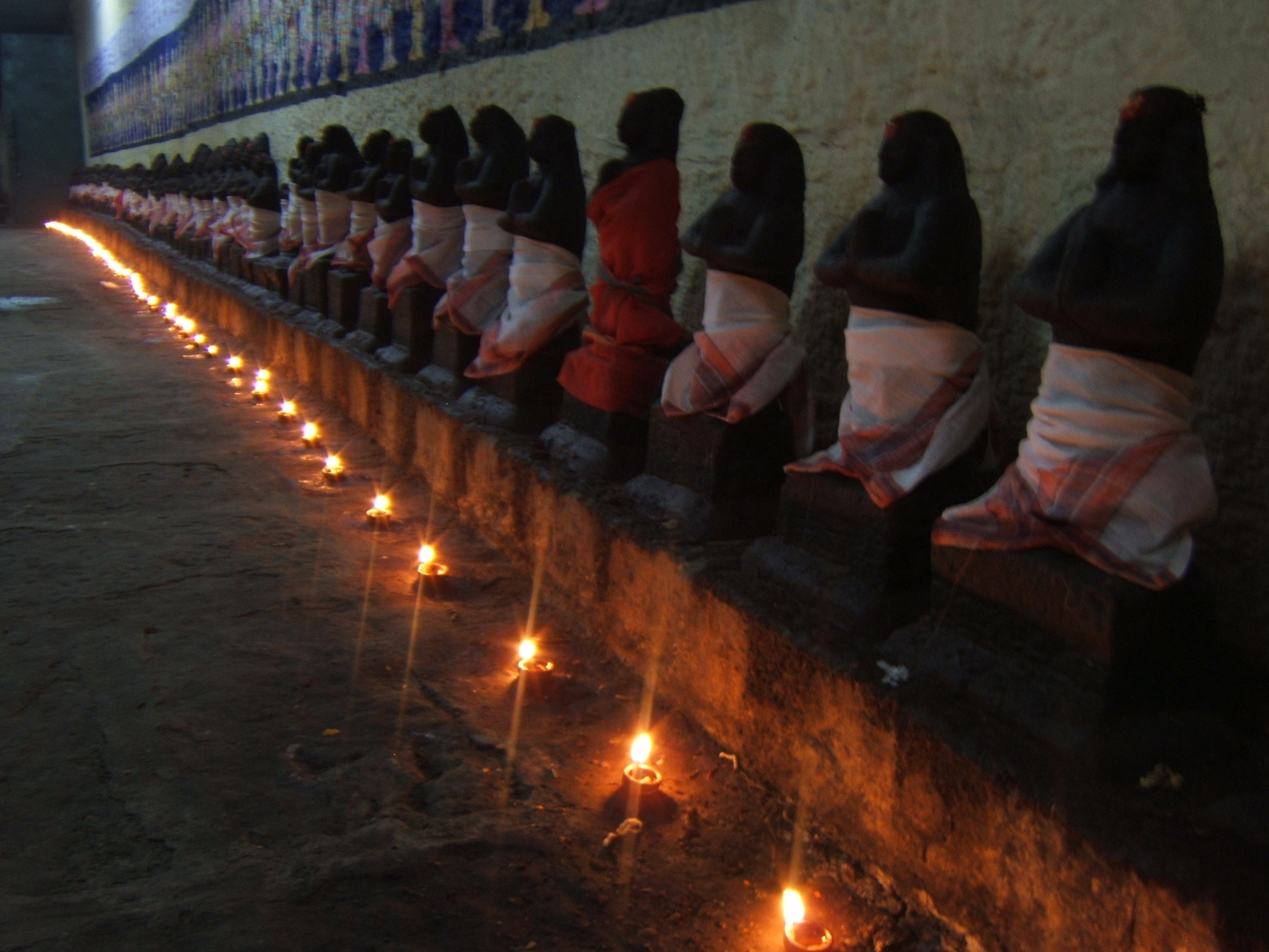
Las imágenes de los nayanars se encuentran en muchos templos Shiva en Tamil Nadu

El Templo de Airavatesvara, Darasuram (c. 1150) tiene un relieve dedicado a la historia de Nami Nandi Adigal, encendiendo las lámparas con agua. Uno de los nayanars más prominentes, Appar Tirunavukkarasar (siglo VII) también recuerda el milagro de la lámpara de Nami Nandi Adigal, llamado Nambi Nami en el verso. Además alaba a Nami Nandi Adigal como "oro puro".
Nami Nandi Adigal recibe culto colectivo como parte de los 63 Nayanars. Sus íconos y breves relatos de sus hazañas se encuentran en muchos templos de Shiva en Tamil Nadu. Sus imágenes son sacadas en procesión en festivales. Nami Nandi Adigal es representada con las manos cruzadas.